# Song thất lục bát
Thể thơ song thất lục bát (雙七六八, đôi 7 6-8), cũng được gọi là lục bát gián thất (六八間七, 6-8 xen 7) hay thể ngâm là một thể văn vần (thơ) đặc thù của Việt Nam. Một số tác phẩm lớn trong văn chương Việt Nam như bản dịch Chinh Phụ Ngâm ra quốc âm đã được viết theo thể thơ này.
Thơ song thất lục bát gồm có 2 câu 7 chữ và 1 câu 6 chữ, 1 câu 8 chữ.
Chữ cuối câu bảy trên vần với chữ thứ 5 câu bảy dưới, chữ cuối câu bảy dưới vần với chữ cuối câu lục, tiếng cuối câu lục vần với chữ thứ 6 câu bát. Và chữ cuối câu bát vần với chữ thứ 5 (đôi khi chữ thứ 3) của câu thất tiếp theo.
| Câu số  | Vần | Vần | Vần | Vần | Vần | Vần | Vần | Vần |
| 1       | -   | -   | -   | -   | b   | -   | T   |     |
| 2       | -   | -   | b   | -   | T   | -   | B   |     |
| 3       | -   | b   | -   | t   | -   | B   |     |     |
| 4       | -   | b   | -   | t   | -   | B   | -   | B   |
| 5       | -   | -   | -   | -   | B   | -   | T   |     |
| 6       | -   | -   | b   | -   | T   | -   | B   |     |
| 7       | -   | b   | -   | t   | -   | B   |     |     |
| 8       | -   | b   | -   | t   | -   | B   | -   | B   |
| Chữ thứ | 1   | 2   | 3   | 4   | 5   | 6   | 7   | 8   |
Chú thích:
- -: Không bắt buộc
- t: vần trắc, với các dấu thanh: Hỏi, ngã, sắc, nặng
- b: vần bằng, với các dấu thanh: Ngang hay huyền
- Chữ in hoa: Chữ phải giữ vần

Một đoạn Chinh phụ ngâm khúc diễn ca (Đoàn Thị Điểm) với song thất lục bát tiêu biểu với "yêu vận" và "cước vận" in đậm:
Thuở trời đất nổi cơn gió bụi
Khách má hồng nhiều nỗi truân chuyên
Xanh kia thăm thẳm từng trên
Nào ai gây dựng cho nên nỗi này
Trống Trường Thành lung lay bóng nguyệt
Khói Cam Tuyền mờ mịt khúc mây
Chín tầng gươm báu trao tay
Nửa đêm truyền hịch đợi ngày xuất chinh

## Sự phát triển của thể thơ song thất lục bát
Là một thể thơ đặc biệt của người Việt, song thất lục bát cùng với lục bát rất được các tác giả ưa chuộng trong suốt thời kì văn học trung đại Việt Nam. Thể thơ này phát triển mạnh vào thế kỉ 18 cho đến tận đầu thế kỉ 20. Nhiều tác phẩm tiêu biểu của văn học Việt Nam đã sử dụng thể thơ này như bản dịch Chinh phụ ngâm (Đoàn Thị Điểm), Ai tư vãn (Lê Ngọc Hân), Văn tế thập loại chúng sinh (Nguyễn Du), Cung oán ngâm khúc (Nguyễn Gia Thiều), Tự tình khúc (Cao Bá Nhạ), bản dịch Tì bà hành (Phan Huy Thực), Khóc Dương Khuê (Nguyễn Khuyến), Hải Ngoại huyết thư (Phan Bội Châu)v.v...
Sau khi phong trào Thơ mới xuất hiện, song thất lục bát không còn được các nhà thơ ưa chuộng nữa. Lưu Trọng Lư, Phạm Huy Thông, Hàn Mặc Tử có số ít bài song thất lục bát. Các tác phẩm thuộc thể thơ này ngày càng hiếm gặp, có lẽ một phần do những quy định về vần luật phức tạp và khó khăn của nó. Một số tác phẩm song thất lục bát tiêu biểu của thời kì hiện đại có thể kể đến: Bà má Hậu Giang, Ba mươi năm đời ta có Đảng (Tố Hữu)...

## Luật thơ trong song thất lục bát
Gieo vần: Tiếng cuối dòng bảy trên bắt vần trắc với tiếng thứ năm của dòng bảy dưới; tiếng cuối của dòng bảy dưới bắt vần với tiếng cuối của câu lục; tiếng cuối của câu lục bắt vần với tiếng thứ sáu của câu bát; tiếng cuối của câu bát bất vần với tiếng thứ ba hoặc thứ năm của câu thất đầu tiên trong khổ thơ sau.
Thanh điệu: Câu thất đầu tiên tuân theo luật thanh điệu ở vị trí 3-5-7 là T-B-T; câu thất thứ hai vị trí 3-5-7 có thanh điệu B-T-B; với cặp câu lục bát, các tiếng ở vị trí 2-4-6 tuân theo luật thanh điệu là B-T-B. 
Ngắt nhịp: Các câu thất thường ngắt nhịp 3/4; các câu lục ngắt nhịp 2/4; các câu bát thường ngắt nhịp 4/4 hoặc 2/2/2/2. 